# Angelo Soliman
Angelo Soliman, született Mmadi Make (kb. 1721 – 1796), prominens osztrák szabadkőműves. Nagy ismertséget és jelentőséget szerzett a korabeli bécsi társadalomban és az itt működő szabadkőműves páholyokban.

## Élete
Angelo Soliman, születési nevén Mmadi Make, feltehetőleg a kanuri népcsoport Magumi törzséből származott, a mai Nigéria és Kamerun területéről. Gyermekkorában fogságba esett és rabszolgaként Marseille-be, majd onnan egy messinai misszionárius háztartásába került, ahol kiváló oktatásban részesült. Az Angelo nevet a messinai háztartás egy másik szolgájától, Angelinától, iránta érzett szeretete és tisztelete jeléül vette fel. Születésének napjaként, szeptember 11-ét választotta, amely megkeresztelésének napja volt.
1734-ben Georg Christian von Lobkowitz hercegnek, Szicília császári kormányzójának adták ajándékba. Angelo lett ettől kezdve a herceg inasa és útitársa, aki végigkísérte őt Európát átszelő katonai hadjáratain és egy alkalommal megmentette a herceg életét is, ami nagyban hozzájárult Soliman társadalmi felemelkedéséhez. Lobkowitz herceg halála után József Vencel liechtensteini herceg bécsi háztartásába került, ahol fő szolgává emelkedett. Később I. Alajos liechtensteini herceg örökösének oktatója lett. 1768. február 6-án feleségül vette a fiatal nemes özvegyet, Magdalena Christianit, François Etienne de Kellermann, Bonaparte Napóleon marsalljának, Valmy hercegének nővérét. Solimant nagyon tisztelték Bécs szellemi köreiben. II. József osztrák császár és Franz Moritz von Lacy gróf barátjának számított. 1783-ban csatlakozott a True Concord (Zur Wahren Eintracht) szabadkőműves páholyhoz, amelynek tagsága a korabeli Bécs befolyásos művészeiből és tudósaiból állt, tagjaik között volt Wolfgang Amadeus Mozart és Joseph Haydn zenészek, valamint Kazinczy Ferenc magyar költő is. A páholy nyilvántartásai szerint Soliman és Mozart többször is találkoztak. Valószínű, hogy Mozart Szöktetés a szerájból (1782) című operájának Selim Basa karakterét Solimanról mintázta. Soliman a szabadkőműves páholy nagymesterévé vált és segített megváltoztatni annak rituáléit, amibe tudományos elemek is bekerültek. Ez az új szabadkőműves irányzat az egész európai szabadkőműves gyakorlatokra nagy hatással volt. Solimánt a szabadkőműves rítusokban máig "a tiszta szabadkőműves gondolkodás atyjaként" ünneplik, nevét általában "Angelus Solimanus" néven írják.
Solimant kortársai az afrikai asszimiláció tökéletes modelljének tekintették, ugyanakkor ellentmondásos fordulat a történetében, hogy halála után szó szerint az "afrikai faj" mintájává vált. Magas társadalmi helyzete, valamint szabadkőműves tagsága sem akadályozhatta meg posztumusz kizsákmányolását, aminek végső státusza a "mumifikált mór" lett. Keresztény temetkezés helyett Solimant – a császári természettudományi gyűjtemény igazgatójának kérésére – megnyúzták, kitömték és kiállítási tárgyat készítettek belőle az egzotikus, érdekes és különleges látnivalókat bemutató, Furcsaságok Tárházában. A strucctollakkal és üveggyöngyökkel díszített múmia, 1806-ig állt a kitömött állatok mellett. Bécs jó hírű szellemi géniusza az egzotikus állatok preparált példányává silányult. Az etnológusok végső soron megfosztották méltóságától és szellemi örökségétől, hiszen egy idealizált afrikai vademberként tárgyiasították.
Solimán lánya Josefine apja testének végső nyugalomba helyezésével kapcsolatban írt beadványai rendre elutasításra kerültek. Az 1848 októberi forradalom alatt Soliman múmiája elégett. Halotti maszkja, amelyet 1796-os agyvérzését követő halála után készítettek, a badeni Rollett Múzeumban tekinthető meg. Angel Soliman közvetlen leszármazottja volt Eduard von Feuchtersleben osztrák író.

## Megjelenése a kultúrában
Péterfy Gergely Kitömött barbár (2014) című regénye Angelo Soliman és Kazinczy Ferenc barátságát dolgozza fel.